# Luciola klapperichi
Luciola klapperichi is een keversoort uit de familie glimwormen (Lampyridae). De wetenschappelijke naam van de soort is voor het eerst geldig gepubliceerd in 1955 door Pic.